# Петалума
Петалума (на английски: Petaluma) е град в окръг Сонома в района на залива на Сан Франциско, щата Калифорния, САЩ. През 2000 г. в Петалума живеят 54 548 души. Петалума е с обща площ от 36 кв. км (13,90 кв. мили).